# Själagård

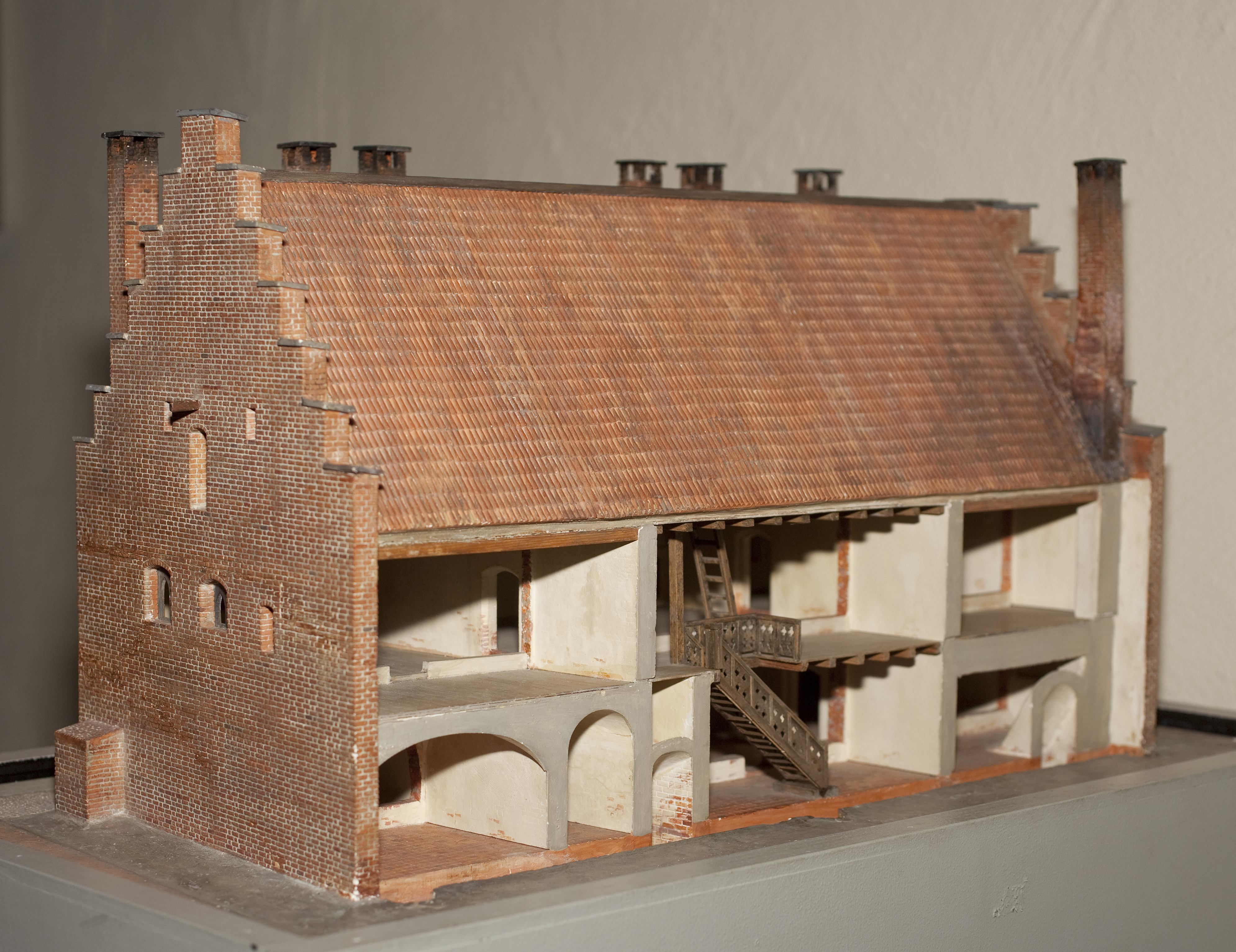
Modell av Själagården i Stockholm

Själagård, eller stjälahus, var namnet på en inrättning för vård av äldre och sjuka i Sverige under medeltiden. De var i allt väsentligt av samma karaktär som helgeandshus.
Själagårdar fanns bland annat i Stockholm och Uppsala, vilka drevs fram till reformationen i Sverige, då de avvecklades på order av kung Gustav Vasa.